# Alexandre Altmann (1878-1932)
Pour les articles homonymes, voir Alexander Altmann (1906-1987) et Altmann.

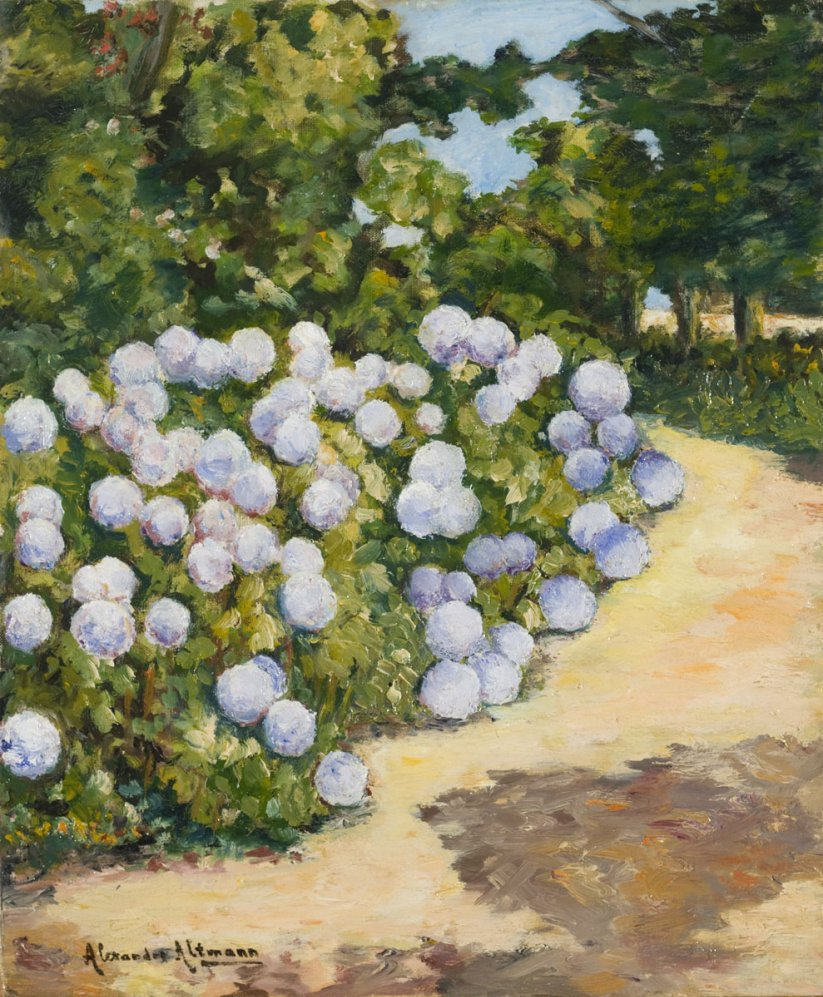
Buisson d'hortensias, vers 1910.

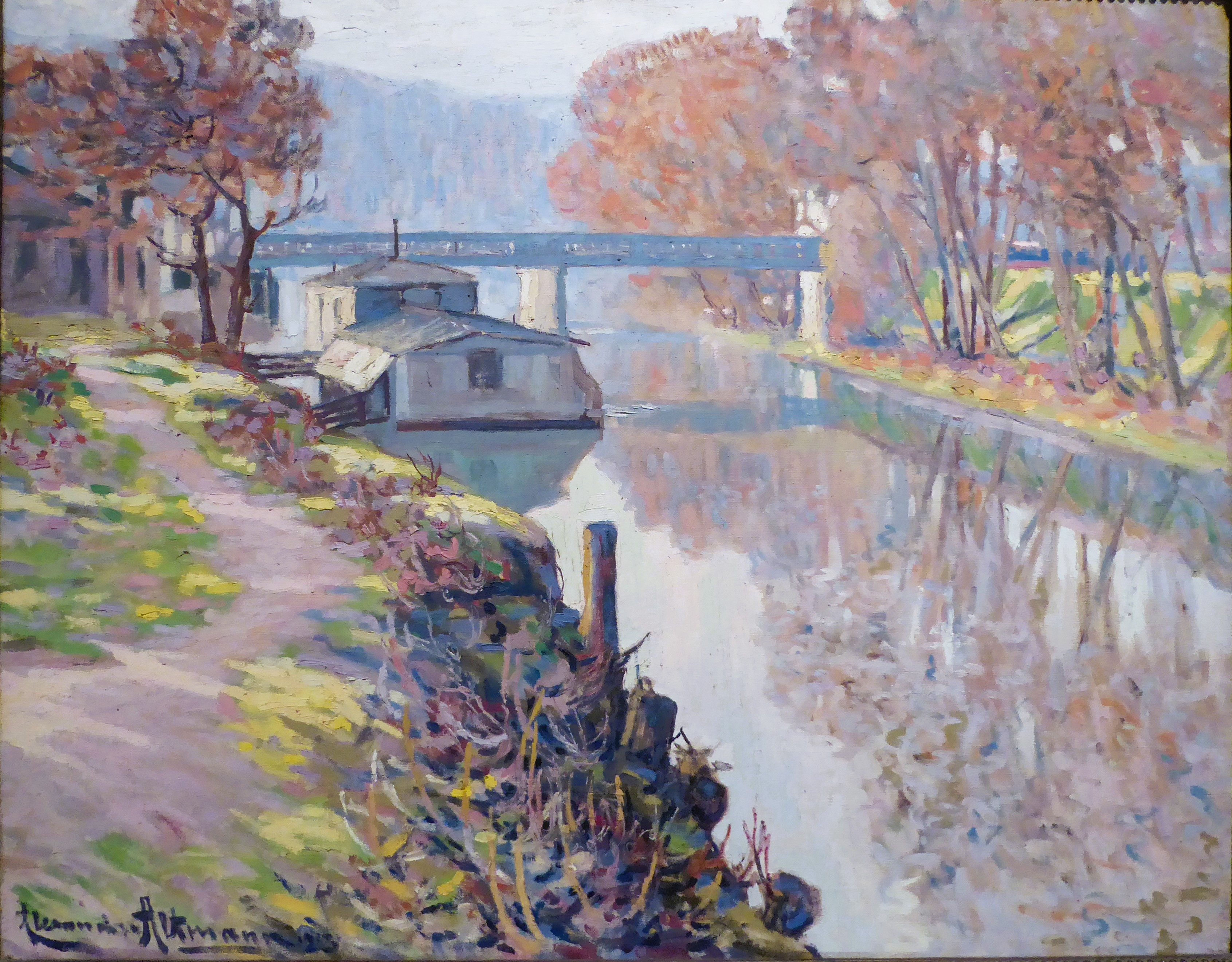
Le Pont de Billancourt, 1914, musée d'Art et d'Histoire de Dreux.

Alexandre Altmann, né à Sobolevka (Ukraine) en 1878 et mort à Crécy-en-Brie en septembre 1932, est un peintre russe-français de l'École de Paris, connu notamment pour son tableau L’inondation de Paris.

## Biographie
Alexandre Altmann fait ses études aux Beaux-Arts d’Odessa. Il quitte Odessa, à pied, en 1905 pour Paris, où il trouve un atelier à la Ruche.
Il fait alors la connaissance d'Émile Schuffenecker. En 1910, Altmann connaît une certaine notoriété à la suite de l’exposition de son tableau L’inondation de Paris.
En 1912, la Galerie Devambez lui consacre une exposition dite du groupe L'Œuvre libre aux côtés d'Ignacio Zuloaga et de Jean Arnavielle, puis une grande exposition personnelle.
En 1920, il s'installe à Nemours.
Il séjourne souvent à Saint-Jean-de-Luz, au Pays basque, en compagnie de son ami le jeune artiste luzien Gabriel Deluc, dont il a fait la connaissance à La Ruche.

## Postérité
Une rue de Crécy-la-Chapelle porte son nom. Deux de ses tableaux font également partie des collections du Centre Pompidou.
Alexandre Altmann est le grand-père de Gérard Altmann, artiste peintre Français.